# Перонізм
Пероні́зм (або хустісіалізм, від ісп. justicia — «справедливість» та socialism — «соціалізм») — популістично-націоналістична течія в Аргентині, яка за основу мала ідеологію, що поєднувала в собі синдикалізм, аргентинський націоналізм та ідеї християнського соціалізму. Названа на честь її засновника Хуана Домінго Перона. Ставлення до течії суперечливе: хоча багато хто критикує її, вказуючи на багато спільних рис з італійським фашизмом, вона має велику підтримку в аргентинському суспільству, сучасна пероністська партія Фронт за перемогу мала більшість в обох палатах парламенту.

## Передумови
Перонізм виник в період післявоєнного підйому антиімперіалістичного демократичного руху в країні. Намагаючись використати цей підйом, захопити політичну владу і підкорити робітників політиці реформізму, військово-клерикальні націоналістичні угрупування на чолі з Пероном (до середини 1943 входив до так званої Групи об'єднаних офіцерів) створили політичний рух, який виступав за створення «великої Аргентини». В економічній політиці Перон передбачав регулювання (за рецептами англійського економіста Дж. М. Кейнса), в соціальній політиці — державний патерналізм в ім'я «класового миру», у зовнішній політиці — використання боротьби двох протилежних соціально-економічних систем, а також протиріч між імперіалістичними державами.

## Правління Перона
З приходом до влади в 1946 році Перона в країні була створена в 1947 році Пероністська партія, а в 1949 році прийнята конституція, за якою багатопартійна система була обмежена авторитарним, патерналістським режимом на чолі з правлячою Пероністською партією. Робітники були охоплені в пероністський рух шляхом надання їм деяких соціально-економічних поступок і створення корпоративних профспілок. Пероністський рух, який став соціальної опорою режиму президента Перона, об'єднав найбільші профспілки та значну кількість інших партій під лозунгом боротьби за «політично суверенну, економічно незалежну та соціально справедливу батьківщину». Профспілки, в тому числі і найбільша Загальна конфедерація праці (ЗКП, заснована в 1930 році), жіночий та молодіжний рухи були поставлені під партійно-державний контроль, а в 1950 році ЗКП стала колективним членом Пероністської партії.

## Перонізм без Перона
Після скинення в 1955 році Перона та заборони Пероністської партії пероністи перейшли в опозицію, пероністський рух зазнав організаційних та політичних змін (в 1958 році партія стала називатись Хустісіалістською), а центр його діяльності змістився до профспілок. В результаті розколу ЗКП в 1957 році виникло пероністське об'єднання найбільших профспілок промислових робітників — так зване об'єднання «62». Пероністські кола, які знову намагались поставити під свій контроль «пероністські маси», заснували низку неопероністських партій в національних та провінційних масштабах під гаслом «перонізм без Перона».

## «Лівізація» перонізму
Перон, який знаходився в імміграції створив в 1958 році Координаційну раду, яка була покликана об'єднати профспілки та пероністські партії. Вплив Кубинської революції 1959 року та загострення класової боротьби в країні обумовили поворот «пероністських мас» ліворуч. Цьому в більшій мірі допомагало роз'яснення Комуністичної партії Аргентини (КПА) класової сутності перонізму. Прийнята в 1962 році нова програма профоб'єднання «62» висувала вимоги націоналізації основних галузей економіки, ліквідації латифундій, встановлення робітничого контролю над виробництвом.
На часткових парламентських виборах в березні 1962 року Координаційна рада висунула власних кандидатів, яких підтримали ліві сили, в тому числі і комуністи. Кандидати пероністів отримали на виборах більше третини голосів. У зв'язку з поворотом перонізму ліворуч КПА на своєму червневому пленумі 1962 року намітила конкретні задачі по роботі серед «пероністських мас». Після державного перевороту 1966 року пероністське керівництво намагалось використати профоб'єднання «62» для натиску на військовий уряд, що призвело до розколу «62», послаблення контролю над ЗКП з боку пероністської верхівки, подальшому повороту перонізму ліворуч.

## Третій уряд пероністів
На початок 1970-их років перонізм являв собою пістрявий націоналістичний рух, який спирався головним чином на профспілки та представлене на політичній арені об'єднанням «62», низкою неопероністських партій (Хустісіалістської, партією Народний союз, рухом у низці провінцій). В період боротьби проти реакції військової диктатури 1966-73 років в рядах пероністського руху ще більше посилились ліві течії. На парламентських виборах 1973 року пероністи увійшли в блок націоналістичних організацій  — Хустісіалістський фронт звільнення. Цей блок отримав на виборах близько 50 % голосів, з яких 42 % — прибічники перонізму.
Хустісіалістський уряд, який прийшов до влади в травні 1973 року, намітив програму низки соціально-економічних перетворень, почав проводити більш незалежний зовнішньополітичний курс. Всередині пероністського руху посилилась боротьба між правими консервативними та демократичними течіями. По мірі того, як правляча пероністська верхівка відходила від передвиборчої програми «національного звільнення та перетворення», вона втрачала престиж в хуалістському русі і в країні. В стані економічної та політичної кризи третій пероністський уряд, який знаходився при владі із жовтня 1973 року, впав в результаті військового перевороту в березні 1976 року. Попри це, перонізм й нині зберігає свій ідеологічний вплив на значну частину робітників, залишається важливою політичною силою в країні.